# Motomonotono
Motomonotono è il terzo album in studio del gruppo musicale Zeus!, pubblicato nel 2015 dalle etichette Three One G, Tannen Records, Sangue Dischi.

## Tracce
Lato A
1. Enemy e core
2. Colon Hell
3. Forza bruta Ram Attack
4. San Leather
5. Krakatoa
6. All You Grind Is Love

Lato B
1. Panta Reich
2. Rococock Fight
3. Shitfing
4. Phase Terminale

## Formazione
- Luca Cavina - voce, basso
- Paolo Mongardi - batteria